# 강대훈
강대훈은 대한민국의 소방공무원으로, 소방간부후보생 제8기로 임용되어 재난 대응, 구조 활동, 정책 기획 등 다양한 분야에서 경력을 쌓아온 인물이다. 세종소방본부장, 소방청 대변인, 대응총괄과장, 대전소방본부장 등을 역임했으며, 2025년 4월 14일자로 경기도 북부소방재난본부장에 임명되어 현직에 있다. 취임 직후 도봉산~옥정 광역철도 건설현장에 방문해 첫 공식일정을 수행하며 현장 중심의 예방·대응 시스템 강화를 강조한 바 있다. 충청남도 아산 출신으로 알려져 있으며, 한국외국어대학교를 졸업하였다.